# Georges-Jacques Danton
Georges-Jacques Danton (født 26. oktober 1759, død 5. april 1794) var en fransk advokat og en af de toneangivende personer i Den Franske Revolution (1789-1799).
Han var vice-borgmester i Pariserkommunen (1789-1795) og var en del af Jakobinerne. Han blev i august 1792 justitsminister i Frankrig og var ansvarlig septembermordene. I foråret 1793 støttede han grundlæggelsen af Revolutionstribunalet og blev den første leder af Komitéen for offentlig sikkerhed. Efter politiske uroligheder i maj-juni 1793 ændrede han holdning til brugen af magt, og mistede sit sæde i komitéen, hvorefter Danton og Robespierre blev rivaler. Han trådte ud af politk i oktober 1793, men vendte tilbage til til Paris for at afgive vidneudsagn som en moderat for at bringe terroren til ophør. Dantons fortsatte angreb på komitéen fremkaldte mange angreb på Danton. I slutningen af marts 1794 gav Danton en tale, hvor han talte imod brugen af terror. En uge senere var han blevet tiltalt og henrettet for at have været involveret i en skandale vedrørende Det Fransk-Ostindiske Kompagni og tiltalt for sammensværgelse og eftergivenhed overfor revoltionens fjender.